# Acandí

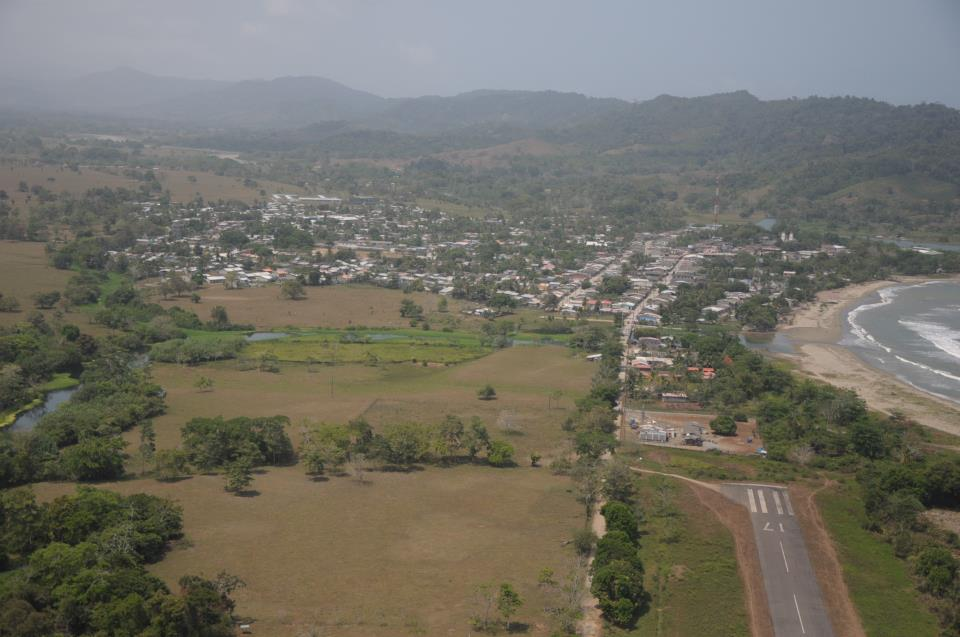

Acandí is een gemeente in het Colombiaanse departement Chocó. Acandí ligt aan de Golf van Urabá. De gemeente telt 9091 inwoners (2005). Acandí ligt op 366 km van de provinciehoofdstad, Quibdó en werd gesticht in 1887. In 1905 werd het een gemeente. De naam is een verbastering van het inheemse woord "Acanti" dat "rivier van steen" betekent.
Acandí · Alto Baudo · Atrato · Bagadó · Bahía Solano · Bajo Baudó · Bojayá · Cértegui · Condoto · El Cantón del San Pablo · El Carmen de Atrato · El Carmen del Darién · Istmina · Juradó · Litoral del San Juan · Lloró · Medio Atrato · Medio Baudó · Medio San Juan · Nóvita · Nuquí · Quibdó · Río Iró · Río Quito · Riosucio · San José del Palmar · Sipí · Tadó · Unguía · Unión Panamericana